# Dunhilde O'Rapp
Dunhilde O'Rapp (Downy O' Drake) (1840-1897) är en fiktiv karaktär i Kalle Ankas universum. Hon föddes 1840 på Irland. Hon gifte sig med Fergus von Anka och blev mor till tre barn:
- Joakim von Anka (1867-(1967)
- Matilda von Anka (1871-?)
- Hortensia von Anka (1876-?)